# Óleo de rícino

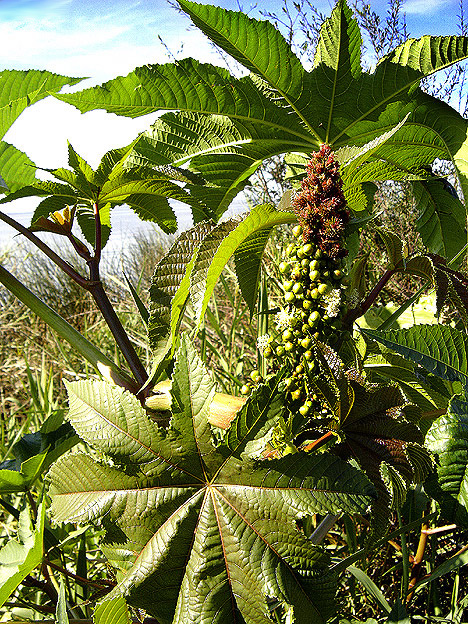
Mamona em floração

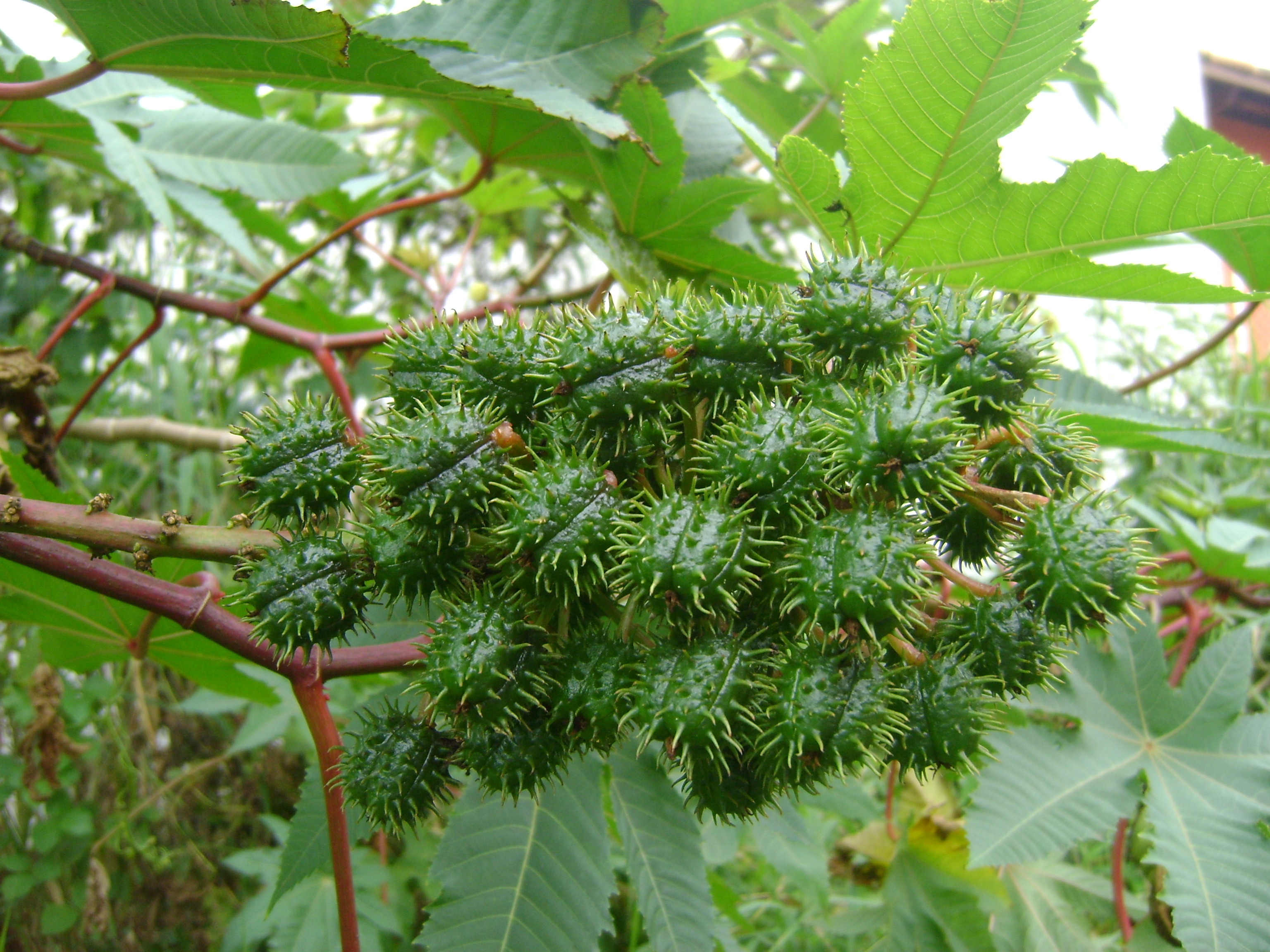
Detalhe de uma mamona

O óleo de rícino ou óleo de mamona (ou azeite de rícino ou mamona) é obtido a partir das sementes da planta Ricinus communis, que contém aproximadamente 40-50 por cento de óleo. O óleo por sua vez contém 70-77 por cento dos triglicerídeos do ácido ricinoleico. Diferentemente das próprias sementes desta planta, não é tóxico, pois a ricina não é solúvel no óleo.

## Aplicações
Conhecem-se as aplicações medicinais da mamona (Ricinus communis L.) desde o antigo Egito. A aplicação mais conhecida é como antiadstringente. Uma dose típica contém entre 10 e 30 mL de azeite de rícino. Deste, as enzimas do intestino liberam o ácido ricinoleico (um ácido carboxílico com 18 átomos de carbono), que é o princípio ativo. A reação se produz após duas ou quatro horas da administração da dose.
O efeito se baseia, em parte, na acumulação de água no intestino e, por outra, na irritação das mucosas que aceleram o esvaziamento do sistema intestinal.
Como efeito secundário, inibe-se a assimilação de sódio e água, além das vitaminas lipofílicas do intestino. Em doses elevadas podem ser causadas náuseas, vômitos, cólicas e diarreia aguda.
Também se tem descrito a aplicação do azeite de rícino em misturas para induzir o parto.
Finalmente, o azeite de rícino é um produto que forma parte da fabricação de plásticos, lacas, pinturas, lubrificantes e cosméticos (é usado inclusive em cosmética para alongar os cílios).
Também usado nos dias atuais como um produto para hidratação de cabelos, sozinho ou em conjunto com óleo de coco, azeite de oliva, entre outros tipos de óleos. 
Antigamente se utilizava também como combustível. Atualmente se desenvolve sua aplicação em escala econômica na elaboração de biodiesel (biocombustível).

## Ácidos gordos do óleo de rícino
| Composição média do óleo de rícino / cadeias de ácidos graxos | Composição média do óleo de rícino / cadeias de ácidos graxos | Composição média do óleo de rícino / cadeias de ácidos graxos | Composição média do óleo de rícino / cadeias de ácidos graxos | Composição média do óleo de rícino / cadeias de ácidos graxos |
| ------------------------------------------------------------- | ------------------------------------------------------------- | ------------------------------------------------------------- | ------------------------------------------------------------- | ------------------------------------------------------------- |
| Nome do ácido                                                 | Faixa de composição média                                     | Faixa de composição média                                     | Faixa de composição média                                     |                                                               |
| Ácido ricinoleico                                             | 85                                                            | a                                                             | 95%                                                           |                                                               |
| Ácido oleico                                                  | 2                                                             | a                                                             | 6%                                                            |                                                               |
| Ácido linoleico                                               | 1                                                             | a                                                             | 5%                                                            |                                                               |
| Ácido linolênico                                              | 0.5                                                           | a                                                             | 1%                                                            |                                                               |
| Ácido esteárico                                               | 0.5                                                           | a                                                             | 1%                                                            |                                                               |
| Ácido palmítico                                               | 0.5                                                           | a                                                             | 1%                                                            |                                                               |
| Ácido dihidroxiesteárico                                      | 0.3                                                           | a                                                             | 0.5%                                                          |                                                               |
| Outros                                                        | 0.2                                                           | a                                                             | 0.5%                                                          |                                                               |

## Aplicações industriais

Estrutura do componente principal do óleo de rícino: Ácido ricinoleico e triéster de glicerina

Aplicações industriais de derivados do óleo de mamona:
| Sítio de Reação Química | Derivado                                                                                            | Aplicação                                                       |
| Ligação Éster           | Metilricinoleato                                                                                    | Nylon-11 (Fios, Tubos, Indústria Automobilística, Aeronáutica.) |
| Dupla Ligação           | Óleo Hidrogenado                                                                                    | Ceras, lubrificantes, Cosméticos, Plásticos                     |
| Óleo Oxidado            | Plastificante, Protetores, Tintas, Adesivos                                                         |                                                                 |
| Grupo Hidroxila         | Óleo Desidratado                                                                                    | Secativo                                                        |
| Óleo Sulfonado          | Indústria Têxtil                                                                                    |                                                                 |
| Ácido Sebácico          | Lubrificantes, Nylon 6-10                                                                           |                                                                 |
| Óleo Etoxilado          | Cosméticos, Detergentes, Lubrificantes de Superfície, Óleo de Corte, Fluido Hidráulico, Ind. Têxtil |                                                                 |
| Poliuretanos            | Telecomunicações, Materiais Elétricos, Produtos Biomédicos, Filtros Industriais                     |                                                                 |
| Transesterificação      | Biodiesel                                                                                           |                                                                 |
| ----------------------- | --------------------------------------------------------------------------------------------------- | --------------------------------------------------------------- |